# Кротовская культура
Кротовская культура — археологическая культура бронзового века. Была распространена в лесостепной части Обь-Иртышского междуречья. Относится к эпохе развитой бронзы (конец 3 тыс. — первая половина 2 тыс. до н. э.). Выделена В. И. Молодиным в 1975 году. Названа по находкам с памятника Кротово-7/8 у деревни Кротово (Сузунский район, Новосибирская область, Россия). Выделяют ранний и поздний этапы кротовской культуры. В основе хозяйства — скотоводство (овцы, лошади, крупный рогатый скот), рыболовство и охота.
В 1950 годах М. Н. Комарова выделила специфическую керамику, украшенную отступающей и шагающей гребёнкой, волнистыми валиками, идущими по тулову сосуда, на памятниках Кротово-7/8 и Морайка в Новосибирском Приобье. В. Ф. Генингом и О. М. Кондратьевым в Прииртышье раскопали поселение Черноозёрье-IV и выделили кротовский тип керамики.
Кротовцы хоронили умерших в грунтовых могильниках на спине головой на северо-восток, иногда ноги согнуты коленями вверх.
Судя по взаимодействию разнокультурных традиций изготовления посуды на памятнике развитой бронзы Тартас-5, расположенном в Венгеровском районе Новосибирской области, смешение местной кротовской и пришлой андроновской (федоровской) культур началось примерно на рубеже 3—2 тыс. до н. э., что позднее привело к зарождению новых этнических групп на территории Барабинской лесостепи.

## Палеогенетика
У представителей кротовской культуры обнаружили восточноазиатскую митохондриальную гаплогруппу А (субклады A10* и A10a).